# 2643 Bernhard
2643 Bernhard (1973 SD) là một tiểu hành tinh vành đai chính được phát hiện ngày 19 tháng 9 năm 1973 bởi Gehrels, T. ở Palomar.